# Middle Chinnock
Middle Chinnock är en by i civil parish West and Middle Chinnock, i enhetskommunen Somerset, i grevskapet Somerset, i England. Byn är belägen 9 km från Yeovil. Middle Chinnock var en civil parish fram till 1885 när blev den en del av West Chinnock. Civil parish hade 150 invånare år 1881.